# Witton Albion FC
Witton Albion FC (celým názvem: Witton Albion Football Club) je anglický fotbalový klub, který sídlí ve městě Northwich v nemetropolitním hrabství Cheshire. Založen byl v roce 1887. Od sezóny 2017/18 hraje v Northern Premier League Premier Division (7. nejvyšší soutěž). Klubové barvy jsou červená, bílá a černá.
Své domácí zápasy odehrává na stadionu Wincham Park s kapacitou 4 813 diváků.

## Získané trofeje
- Cheshire Senior Cup ( 11× )
  - ..., 1994/95, 1995/96

## Úspěchy v domácích pohárech
Zdroj: 
- FA Cup
  - 2. kolo: 1951/52, 1953/54, 1991/92
- FA Trophy
  - Finále: 1991/92

## Umístění v jednotlivých sezonách
Stručný přehled
Zdroj: 
- 1901–1904: The Combination
- 1912–1914: Lancashire Combination (Division Two)
- 1914–1915: Lancashire Combination (Division One)
- 1919–1978: Cheshire County League
- 1978–1979: Cheshire County League (Division One)
- 1979–1987: Northern Premier League
- 1987–1991: Northern Premier League (Premier Division)
- 1991–1994: Conference National
- 1994–1997: Northern Premier League (Premier Division)
- 1997–2004: Northern Premier League (Division One)
- 2004–2009: Northern Premier League (Premier Division)
- 2009–2010: Northern Premier League (Division One South)
- 2010–2012: Northern Premier League (Division One North)
- 2012–2015: Northern Premier League (Premier Division)
- 2015–2016: Northern Premier League (Division One North)
- 2016–2017: Northern Premier League (Division One South)
- 2017– : Northern Premier League (Premier Division)

Jednotlivé ročníky
Zdroj: 
Legenda: Z - zápasy, V - výhry, R - remízy, P - porážky, VG - vstřelené góly, OG - obdržené góly, +/- - rozdíl skóre, B - body, červené podbarvení - sestup, zelené podbarvení - postup, fialové podbarvení - reorganizace, změna skupiny či soutěže
| Sezóny  | Liga                                         | Úroveň | Z  | V  | R  | P  | VG  | OG | +/- | B  | Pozice |
| ------- | -------------------------------------------- | ------ | -- | -- | -- | -- | --- | -- | --- | -- | ------ |
| 2009/10 | Northern Premier League (Division One South) | 8      | 42 | 20 | 7  | 15 | 76  | 53 | +23 | 67 | 7.     |
| 2010/11 | Northern Premier League (Division One North) | 8      | 44 | 15 | 17 | 12 | 75  | 64 | +11 | 62 | 10.    |
| 2011/12 | Northern Premier League (Division One North) | 8      | 42 | 28 | 6  | 8  | 101 | 44 | +57 | 90 | 3.     |
| 2012/13 | Northern Premier League (Premier Division)   | 7      | 42 | 24 | 8  | 10 | 85  | 57 | -28 | 80 | 4.     |
| 2013/14 | Northern Premier League (Premier Division)   | 7      | 46 | 17 | 9  | 20 | 77  | 80 | -3  | 60 | 16.    |
| 2014/15 | Northern Premier League (Premier Division)   | 7      | 46 | 14 | 7  | 25 | 58  | 86 | -28 | 49 | 22.    |
| 2015/16 | Northern Premier League (Division One North) | 8      | 42 | 18 | 7  | 17 | 85  | 72 | +13 | 61 | 11.    |
| 2016/17 | Northern Premier League (Division One South) | 8      | 42 | 31 | 6  | 5  | 100 | 41 | +59 | 96 | 2.     |
| 2017/18 | Northern Premier League (Premier Division)   | 7      | 46 | 19 | 13 | 14 | 83  | 63 | +20 | 70 | 7.     |
| 2018/19 | Northern Premier League (Premier Division)   | 7      | 42 |    |    |    |     |    |     |    |        |

Poznámky
- 2016/17: Klubu byly odebrány tři body kvůli neoprávněnému startu hráče T. Omatola v zápase proti Stocksbridge Park Steels dne 11. února 2017 (výhra poměrem 2:0).[2]